# Casper Sloth
Casper Bisgaard Sloth (Aarhus, 26 maart 1992) is een Deens voetballer die bij voorkeur als offensieve middenvelder speelt. Hij tekende in augustus 2014 een driejarig contract bij Leeds United, dat een niet bekendgemaakt bedrag voor hem betaalde aan Aarhus GF. Sloth debuteerde in 2012 in het Deens voetbalelftal.

## Clubcarrière
Sloth debuteerde op zeventienjarige leeftijd voor Aarhus GF in de Deense Superligaen op 7 december 2009 tegen Esbjerg fB. Op 1 mei 2010 scoorde hij zijn eerste doelpunt op het hoogste niveau tegen Silkeborg IF. In oktober 2012 werd hij in Denemarken tot speler van de maand verkozen.

## Interlandcarrière
Sloth debuteerde op 14 november 2012 voor Denemarken in een vriendschappelijke interland tegen Turkije. Hij speelde de volledige eerste helft. Op 6 september 2013 speelde hij zijn eerste WK-kwalificatiewedstrijd, tegen Malta.